# Cléry (Savoia)
Cléry (in italiano Clerì, desueto) è un comune francese di 419 abitanti situato nel dipartimento della Savoia della regione dell'Alvernia-Rodano-Alpi.

## Società

### Evoluzione demografica
Abitanti censiti